# Phylidorea heterogyna
Phylidorea heterogyna là một loài ruồi trong họ Limoniidae. Chúng phân bố ở miền Cổ bắc.